# Hvězdnicotvaré
Hvězdnicotvaré (Asterales) je řád vyšších dvouděložných rostlin, zahrnující 11 čeledí. Mají drobné květy seskupené v úbory, listy jsou jednoduché nebo složené, někdy také redukované. Plodem je nažka opatřená chmýřím nebo štětinami, trichomy. Semeník je spodní s jedním pouzdrem. Ve všech částech jsou prostoupeny mléčnicemi. Pěstují se jako užitkové rostliny (čekanka, slunečnice), jako okrasné rostliny (hvězdnice, jiřiny) a jako léčivky (podběl, heřmánek). Z významných plevelů sem patří pcháč a bodlák.
Řád v rámci vyšších dvouděložných rostlin se řadí do skupiny asteridů (Asterids), do podskupiny campanulidů (Campanulids). Hvězdnicotvaré jsou kosmopolitní a drtivá většina jeho zástupců jsou byliny (až na některé dřevnaté druhy lobelek). Co do počtu druhů jsou největší čeledi hvězdnicovité (asi 25 000 druhů) a zvonkovité (asi 2000 druhů), ostatní čeledi jsou zastoupeny dohromady asi 1500 druhy.

## Přehled čeledí
- hvězdnicovité (Asteraceae)
- pěknorožkovité (Calyceraceae)
- sloupatkovité (Stylidiaceae)
- vachtovité (Menyanthaceae)
- vějířovkovité (Goodeniaceae)
- zvonkovité (Campanulaceae)
- Alseuosmiaceae
- Argophyllaceae
- Pentaphragmataceae
- Phellinaceae
- Rousseaceae[1]